# Parc du palais de justice
Le parc du palais de justice (en suédois : Rådhusparken) est un parc public situé à Kungsholmen à Stockholm en Suède,.

## Description
Rådhusparken est situé dans l'île de Kungsholmen entre le palais de justice de Stockholm et le parc Polishusparken.
Le parc se situe où se trouvaient autrefois des parties du jardin Piper.
Le parc actuel, créé à l'occasion de la construction de l'Hôtel de ville de Stockholm en 1915, est encadré par un mur de pierre. Le parc est aménagé dans un style de jardin à la française avec des allées rectilignes, des haies et des plantations qui ressemblent à celles des jardins monastiques médiévaux.
Il y a plusieurs arbres précieux dans le parc, dont un marronnier d'Inde à fleurs rouges.
Le long du mur nord du palais de justice se trouve la fontaine Justitiabrunnen.
Depuis de nombreuses années, le parc est utilisé par des boulistes.